# Ami Harten
Amiram „Ami“ Harten (* 1946; † 5. August 1994) war ein israelischer Mathematiker, der sich mit Numerik partieller Differentialgleichungen beschäftigte.
Harten wurde 1974 an der New York University bei Peter Lax promoviert (The Method of Artificial Compression for Shock and Contact Discontinuity Calculations). Er war Professor an der Universität Tel Aviv und außerdem an der University of California, Los Angeles. Seit 1976 war er auch jedes Jahr als Gastwissenschaftler am ICASE (Institute for Computer Applications in Science and Engineering) des Langley Research Center der NASA. Er starb an einem Herzanfall.
Er entwickelte 1983 das total variation diminishing (TVD) Verfahren für die oszillationsfreie Lösung von Strömungsproblemen mit Stosswellen. Mit Stanley Osher, Björn Engquist, Sukumar Chakravarthy entwickelte er 1987 ENO (Essentially Non Oscillatory) Verfahren für die numerische Lösung hyperbolischer Erhaltungssätze.
Er war Invited Speaker auf dem Internationalen Mathematikerkongress 1990 in Kyōto (Recent developments in shock capturing schemes).